# Yossi Benayoun
Yosef Shai Benayoun, detto Yossi Benayoun (in ebraico יוסף שי "יוסי" בניון‎?; Dimona, 5 maggio 1980), è un dirigente sportivo ed ex calciatore israeliano, di ruolo centrocampista, direttore sportivo della nazionale israeliana.
È il primatista di presenze della nazionale israeliana (102).

## Biografia
Soprannominato Il Bambino, proviene da una famiglia ebrea marocchina e possiede anche il passaporto spagnolo.

## Caratteristiche tecniche
Centrocampista offensivo, poteva giocare sia come trequartista sia come esterno sinistro. Per la sua velocità ed il suo dribbling è stato paragonato più volte al brasiliano Kaká.

## Carriera

### Club

#### Giovanili
Benayoun cominciò la sua carriera all'età di 9 anni, con il Hapoel Be'er Sheva: per presentarsi con regolarità agli allenamenti, vista la mancanza di mezzi pubblici, era costretto a fare ogni volta col padre 60 km di strada con l'autostop. Si fece notare presto, ed il primo talent scout ad approcciarlo fu quello dell'Ajax. La società olandese invitò la famiglia di Yossi, al momento quindicenne, a trasferirsi nei Paesi Bassi, per entrare a far parte delle giovanili dei Lancieri. Già a 16 anni Benayoun era il cannoniere della squadra e il miglior giocatore, perciò l'Ajax a tempo debito gli offrì un contratto professionistico quadriennale. Non essendosi ben ambientati ad Amsterdam, lui e la sua famiglia preferirono rifiutare il contratto e tornare in Israele dopo soli 8 mesi.

#### Hapoel Be'er Sheva
All'età di 17 anni e mezzo Yossi venne promosso nella prima squadra del Hapoel Be'er Sheva, non riuscendo però a evitare alla sua squadra la retrocessione nella seconda divisione del campionato israeliano.
Nell'ultima partita della stagione, contro il Maccabi Haifa, Benayoun riuscì a guadagnare un calcio di rigore al 90' e il portiere del Maccabi, Nir Davidovich, riuscì a pararglielo, ma Yossi riuscì comunque a segnare sulla respinta. Benayoun pensava di aver salvato la sua squadra dalla retrocessione, ma quando gli venne comunicato che i rivali per la salvezza avevano anch'essi vinto, le lacrime di gioia si trasformarono in lacrime di tristezza. Benayoun totalizzò 25 presenze con l'Hapoel, segnando 15 reti.
Tra i 18 e i 21 anni dovette rimanere in Israele per attendere al servizio di leva obbligatoria.

#### Maccabi Haifa
Dopo la stagione 1998-1999 venne ceduto al Maccabi Haifa con un contratto firmato sia da Ya'akov Shahar (presidente del Maccabi) che da Eli Zino (presidente del Hapoel Be'er Sheva).
Militò nel Maccabi Haifa per tre stagioni. Nel 1999, sotto la guida di Dušan Uhrin e di Daniel Brailovsky, il Maccabi Haifa raggiunse i quarti di finale di Coppa delle Coppe: Benayoun segnò contro Paris Saint-Germain e Ried.
Nella stagione 2000-2001, con in panchina il coach Avraham Grant, Benayoun condusse il Maccabi Haifa alla vittoria in campionato dopo sette anni di insuccesso; lui stesso venne scelto come miglior giocatore dell'anno. Nella stagione successiva la squadra vinse nuovamente il titolo nazionale, prima che il giocatore lasciasse Israele per trasferirsi nella Primera División.
In campionato mise a referto con il Maccabi un totale di 130 presenze e 55 gol (con due triplette).

#### Racing Santander
Nel 2002 Benayoun si trasferì al Racing Santander, in Spagna, contribuendo al raggiungimento della salvezza nella stagione 2003-2004 e affermandosi come uno dei principali realizzatori del club nella stagione 2004-2005 (9 reti). Con la divisa del Racing ha totalizzato 101 presenze e 21 gol in tre stagioni, prima che i problemi finanziari costringessero il club a svenderlo.

#### West Ham
Dopo le prestazioni con la maglia della Nazionale israeliana e con quella del Racing Santander, il nome di Benayoun venne collegato a squadre spagnole, russe e inglesi. Il West Ham riuscì a metterlo sotto contratto nel luglio 2005, con un'offerta di 2,5 milioni di sterline: Benayoun firmò un contratto di quattro anni.
Giunto al West Ham sulle orme di Eyal Berkovic, che vi aveva giocato tra 1997 e 1999, Benayoun, ha dimostrato di essere, non solo un assistman di grande valore, ma anche un discreto realizzatore, segnando 4 gol alla prima stagione in Premier League. Per gli Hammers ha anche messo a referto, all'ultima giornata di campionato, la rete che ha impedito ai rivali londinesi del Tottenham di qualificarsi per la Champions League.
Scese in campo in occasione della 125ª finale di FA Cup contro i Campioni d'Europa in carica del Liverpool. Alla fine la sua squadra perse ai calci di rigore, dopo che il risultato alla fine dei tempi supplementari era di 3-3.

#### Liverpool

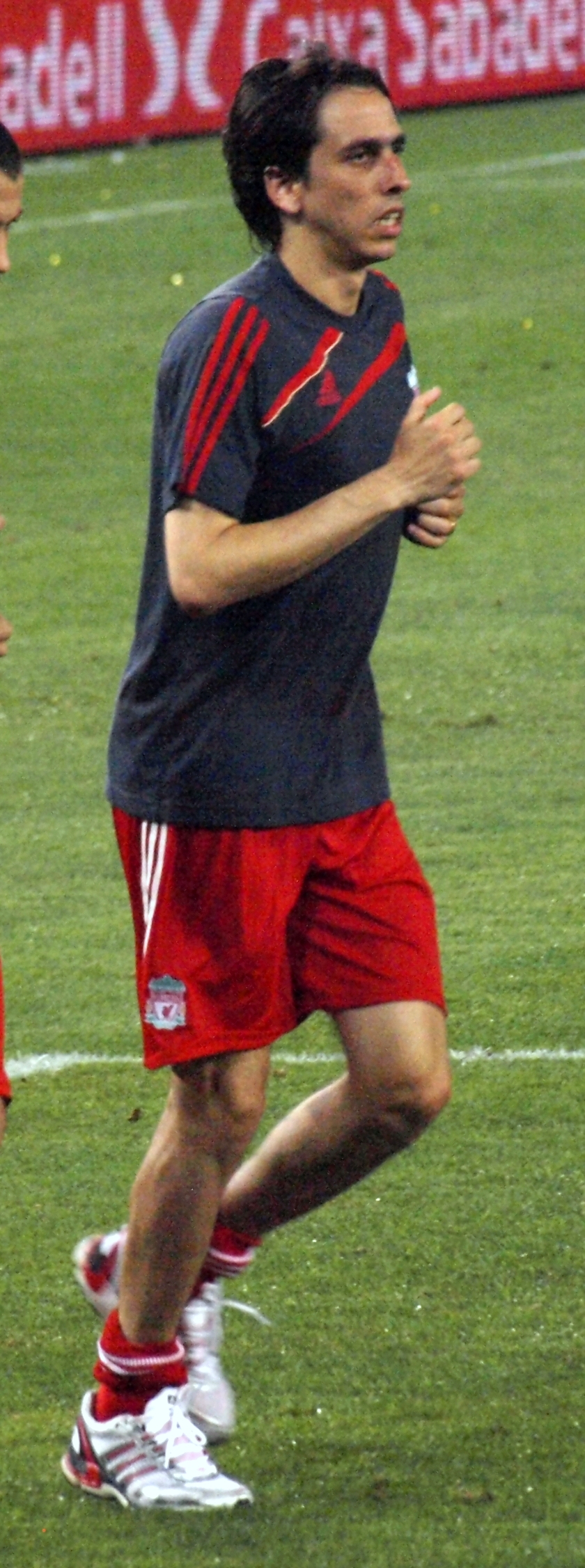
Benayoun durante il riscaldamento con il

Nel maggio 2007 Benayoun trovò un accordo per rinnovare il contratto col West Ham per altri cinque anni: non aveva però ancora firmato quando il Liverpool confermò nel luglio 2007 di aver iniziato le trattative per assicurarselo. Il club londinese rifiutò un'offerta iniziale di 3 milioni di sterline , costringendo i Reds ad aumentarla fino a 4,5 milioni. Il 10 luglio i media israeliani uscirono con la notizia che il manager del giocatore, Ronen Katsav, aveva accettato l'offerta dei Reds: il talento di Dimona, pur di passare nel Merseyside, ha accettato uno stipendio inferiore alle 50.000 sterline a settimana offertegli dal West Ham in maggio.
Il 12 luglio il sito ufficiale del Liverpool annunciò che Yossi Benayoun era stato messo sotto contratto. L'israeliano firmò un contratto di quattro anni per una cifra di 5 milioni di sterline. Benayoun venne presentato come nuovo giocatore del Liverpool insieme a Ryan Babel (proveniente dall'Ajax) il 13 luglio: gli venne data la maglia numero 11, mentre all'olandese fu assegnato il numero 19.
Proprio con il Liverpool debuttò in Champions League nel 2007, segnando, alla 4ª giornata del girone di qualificazione, una tripletta al Beşiktaş.

#### Chelsea
Benayoun ha firmato per il Chelsea il 2 luglio 2010, con un accordo triennale, e dunque rimarrà allo Stamford Bridge fino all'estate del 2013. I due club hanno concordato il trasferimento su una base di £ 5.5m. Ha detto, in una dichiarazione al sito ufficiale del club: "Sono molto entusiasta di venire in un club come il Chelsea, è un grande club e credo che sia un sogno per ogni giocatore. Speriamo di avere successo".
Benayoun ha fatto il suo debutto contro l'Eintracht Francoforte in una amichevole pre-campionato prima di fare la sua prima presenza competitiva l'8 agosto in una sconfitta per 3-1 contro il Manchester United nel Community Shield 2010, sostituendo Florent Malouda. Il 21 agosto, Benayoun ha segnato il suo primo gol in campionato al 93 'per il Chelsea in una vittoria per 6-0 Wigan Athletic al DW Stadium di Wigan, a Greater Manchester. Il 22 settembre, Benayoun si rompe il tallone d'Achille durante Chelsea - Newcastle in una sconfitta per 4-3 in una partita di Carling Cup. Benayoun quando venne recuperato completamente da questo infortunio fu mandato in campo nel secondo tempo contro il Wigan Athletic il 9 aprile 2011.
Il 26 agosto 2011, Benayoun, ha offerto a Juan Manuel Mata la sua maglia numero 10. Il capitano di Israele disse: "Ho deciso di dare a Mata, il numero 10 - è la sua preferita, per me è solo un numero, la mia fortunata ha il numero 15.." (Florent Malouda del Chelsea indossa la maglia numero 15.) Juan Mata da Valencia ha espresso così la sua gratitudine verso il calciatore israeliano: "E 'un numero molto importante per me, quindi sono contento di indossarlo. Voglio ringraziare Yossi," ha detto. Benayoun ha cambiato la maglia con il numero 30.

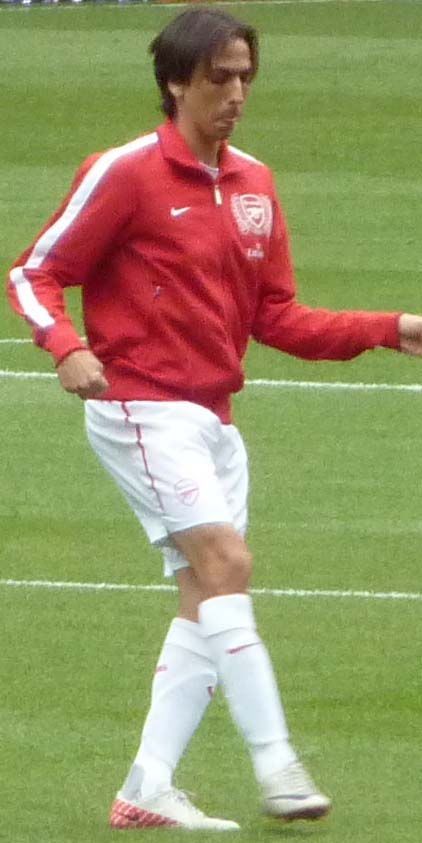
Benayoun durante il riscaldamento con l'Arsenal

#### Arsenal
Il 31 agosto 2011 passa alla formazione londinese dell'Arsenal con la formula del prestito. Benayoun ha fatto il suo debutto il 10 settembre 2011 iniziando dalla panchina e scese in campo alla seconda metà di gara sostituendo il russo Andrej Aršavin, nella partita del girone di andata contro lo Swansea City. Il 20 settembre 2011, Benayoun ha segnato il suo primo gol per l'Arsenal dopo 78 minuti durante una partita di Carling Cup contro lo Shrewsbury Town, vinta poi dai gunners per 3-1. Il 29 novembre, nella partita dei quarti di finale di League Cup persa per 1-0 con il Manchester City, Benayoun ha indossato per la prima volta la fascia di capitano dei gunners, mentre il 6 dicembre successivo, nella gara persa per 3-1 ad Atene con l'Olympiakos ha messo a segno il suo primo gol in Champions con la nuova maglia. La prima rete in campionato è invece arrivata il 21 dicembre nell'incontro vinto 2-1 con l'Aston Villa. Terminata la stagione con 25 gare giocate ed 8 gol realizzati, ha fatto ritorno al Chelsea.

#### West Ham, ritorno al Chelsea e Queens Park Rangers
Il 31 agosto 2012 è tornato al West Ham, con la formula del prestito. Nella finestra di mercato di gennaio ha però subito fatto ritorno al Chelsea, con cui ha vinto l'Europa League. A fine stagione si svincola dalla squadra londinese.

#### Ritorno al Maccabi Haifa
Il 6 giugno 2014 firma un contratto biennale da un milione di euro a stagione con il Maccabi Haifa, facendo ritorno alla squadra che lo aveva lanciato sedici anni prima. Il contratto prevede inoltre che dopo il suo ritiro diventerà direttore sportivo del club.

### Nazionale
Benayoun è stato membro della Nazionale israeliana Under-16 che ha raggiunto il terzo posto agli europei del 1996. Ha fatto il suo debutto nella Nazionale maggiore in un match contro il Portogallo nel novembre 1998.
Durante le qualificazioni al campionato del mondo 2006, Benayoun si è affermato come leader della nazionale del suo paese, grazie soprattutto alla rete del pareggio in un incontro casalingo con Cipro (terminato col punteggio di 2-1 per Israele) e alle due realizzazioni contro la Svizzera. Nella gara di ritorno con Cipro, giocata a Nicosia, Benayoun fu autore dell'assist nell'azione del gol decisivo, dopo che il portiere di Israele Nir Davidovich aveva parato un rigore. Partecipa anche alle qualificazioni dell'europeo 2008 in cui segna un totale di 3 reti. Il 2/09/2010 segna la sua prima e unica tripletta con la nazionale in una partita di qualificazione all'europeo 2012 contro Malta. Viene anche convocato per le qualificazioni al mondiale di Brasile 2014. Gioca la sua ultima partita con la nazionale il 9/10/2017 durante le qualificazione per il mondiale del 2018 contro la Spagna di Lopetegui. In totale con la maglia dell'Israele ha segnato 24 gol in 102 partite.

## Statistiche

### Presenze e reti nei club
Statistiche aggiornate al 4 maggio 2019.
| Stagione                  | Squadra                   | Campionato                | Campionato | Campionato | Coppe nazionali | Coppe nazionali | Coppe nazionali | Coppe continentali | Coppe continentali | Coppe continentali | Altre coppe | Altre coppe | Altre coppe | Totale | Totale |
| Stagione                  | Squadra                   | Comp                      | Pres       | Reti       | Comp            | Pres            | Reti            | Comp               | Pres               | Reti               | Comp        | Pres        | Reti        | Pres   | Reti   |
| ------------------------- | ------------------------- | ------------------------- | ---------- | ---------- | --------------- | --------------- | --------------- | ------------------ | ------------------ | ------------------ | ----------- | ----------- | ----------- | ------ | ------ |
| 1997-1998                 | Hapoel Be'er Sheva        | Lh                        | 25         | 15         | CI+CdL          | 2+0             | 2               | CdC                | 4                  | 2                  | -           | -           | -           | 31     | 19     |
| 1998-1999                 | Maccabi Haifa             | Lh                        | 29         | 16         | CI+CdL          | 3+3             | 2+2             | CdC                | 6                  | 2                  | -           | -           | -           | 41     | 22     |
| 1999-2000                 | Maccabi Haifa             | Lh                        | 38         | 19         | CI+CdL          | 4+5             | 3+2             | Int                | 1                  | 0                  | -           | -           | -           | 48     | 24     |
| 2000-2001                 | Maccabi Haifa             | Lh                        | 37         | 13         | CI+CdL          | 3+2             | 2+0             | CU                 | 4                  | 0                  | -           | -           | -           | 46     | 15     |
| 2001-2002                 | Maccabi Haifa             | Lh                        | 26         | 7          | CI+CdL          | 4+2             | 1+1             | UCL                | 1                  | 0                  | -           | -           | -           | 33     | 9      |
| 2002-2003                 | Racing Santander          | PD                        | 31         | 5          | CR              | 0               | 0               | -                  | -                  | -                  | -           | -           | -           | 31     | 5      |
| 2003-2004                 | Racing Santander          | PD                        | 35         | 7          | CR              | 2               | 0               | Int                | 1                  | 0                  | -           | -           | -           | 38     | 7      |
| 2004-2005                 | Racing Santander          | PD                        | 35         | 9          | CR              | 0               | 0               | -                  | -                  | -                  | -           | -           | -           | 35     | 9      |
| Totale Racing Santander   | Totale Racing Santander   | Totale Racing Santander   | 101        | 21         |                 | 2               | 0               |                    | 1                  | 0                  |             | -           | -           | 104    | 21     |
| 2005-2006                 | West Ham                  | PL                        | 34         | 5          | FACup+CdL       | 6+0             | 0               | -                  | -                  | -                  | -           | -           | -           | 40     | 5      |
| 2006-2007                 | West Ham                  | PL                        | 29         | 3          | FACup+CdL       | 1+0             | 0               | CU                 | 2                  | 0                  | -           | -           | -           | 32     | 3      |
| 2007-2008                 | Liverpool                 | PL                        | 30         | 4          | FACup+CdL       | 3+3             | 3+1             | UCL                | 11                 | 3                  |             | -           | -           | 47     | 11     |
| 2008-2009                 | Liverpool                 | PL                        | 32         | 8          | FACup+CdL       | 1+0             | 0               | UCL                | 9                  | 1                  |             | -           | -           | 42     | 9      |
| 2009-2010                 | Liverpool                 | PL                        | 30         | 6          | FACup+CdL       | 2+1             | 0               | UCL+UEL            | 6+6                | 2+1                |             | -           | -           | 45     | 9      |
| Totale Liverpool          | Totale Liverpool          | Totale Liverpool          | 92         | 18         |                 | 10              | 4               |                    | 32                 | 7                  |             | -           | -           | 134    | 29     |
| 2010-2011                 | Chelsea                   | PL                        | 7          | 1          | FACup+CdL       | 0+1             | 0               | UCL                | 1                  | 0                  | CS          | 1           | 0           | 10     | 1      |
| ago. 2011                 | Chelsea                   | PL                        | 1          | 0          | FACup+CdL       | -               | -               | UCL                | -                  | -                  | -           | -           | -           | 1      | 0      |
| ago. 2011-2012            | Arsenal                   | PL                        | 19         | 4          | FACup+CdL       | 0+3             | 1               | UCL                | 3                  | 1                  | -           | -           | -           | 25     | 6      |
| 2012-gen. 2013            | West Ham                  | PL                        | 6          | 0          | FACup+CdL       | 0               | 0               | -                  | -                  | -                  | -           | -           | -           | 6      | 0      |
| Totale West Ham           | Totale West Ham           | Totale West Ham           | 69         | 8          |                 | 7               | 0               |                    | 2                  | 0                  |             | -           | -           | 78     | 8      |
| gen.-giu. 2013            | Chelsea                   | PL                        | 6          | 0          | FACup+CdL       | 2+0             | 0               | UCL+UEL            | 0+5                | 0                  | CS          | -           | -           | 13     | 0      |
| Totale Chelsea            | Totale Chelsea            | Totale Chelsea            | 14         | 1          |                 | 3               | 0               |                    | 6                  | 0                  |             | 1           | 0           | 24     | 1      |
| dic. 2013-2014            | QPR                       | FLC                       | 16         | 3          | FACup+CdL       | 1+0             | 0               | -                  | -                  | -                  | -           | -           | -           | 17     | 3      |
| 2014-2015                 | Maccabi Haifa             | Lh                        | 16+10      | 3+2        | CI+CdL          | 1+4             | 0               | -                  | -                  | -                  | -           | -           | -           | 31     | 5      |
| 2015-2016                 | Maccabi Haifa             | Lh                        | 22+7       | 5+1        | CI+CdL          | 5+5             | 2+1             | -                  | -                  | -                  | -           | -           | -           | 39     | 9      |
| Totale Maccabi Haifa      | Totale Maccabi Haifa      | Totale Maccabi Haifa      | 168+17     | 63+3       |                 | 41              | 16              |                    | 12                 | 2                  |             | -           | -           | 238    | 84     |
| 2016-2017                 | Maccabi Tel Aviv          | Lh                        | 18+8       | 1+0        | CI+CdL          | 5+4             | 1+1             | UEL                | 11                 | 2                  | -           | -           | -           | 46     | 5      |
| 2017-gen. 2018            | Beitar Gerusalemme        | Lh                        | 14         | 3          | CI+CdL          | 0+3             | 1               | UEL                | 4                  | 1                  | -           | -           | -           | 21     | 5      |
| gen.-giu. 2018            | Macc. Petah Tiqwa         | Lh                        | 6+4        | 4+0        | CI+CdL          | -               | -               | -                  | -                  | -                  | -           | -           | -           | 10     | 4      |
| 2018-gen. 2019            | Macc. Petah Tiqwa         | Lh                        | 12         | 3          | CI+Cdl          | 0               | 0               | -                  | -                  | -                  | -           | -           | -           | 12     | 3      |
| Totale Macc. Petah Tiqwa  | Totale Macc. Petah Tiqwa  | Totale Macc. Petah Tiqwa  | 22         | 7          |                 | 0               | 0               |                    | -                  | -                  |             | -           | -           | 22     | 7      |
| gen.-giu. 2019            | Beitar Gerusalemme        | Lh                        | 9+6        | 0          | CI+Cdl          | -               | -               | UEL                | -                  | -                  | -           | -           | -           | 15     | 0      |
| Totale Beitar Gerusalemme | Totale Beitar Gerusalemme | Totale Beitar Gerusalemme | 29         | 3          |                 | 0+3             | 1               |                    | 4                  | 1                  |             | -           | -           | 36     | 5      |
| Totale carriera           | Totale carriera           | Totale carriera           | 594        | 145        |                 | 81              | 26              |                    | 75                 | 15                 |             | 1           | 0           | 753    | 186    |

### Cronologia presenze e reti in nazionale
| Cronologia completa delle presenze e delle reti in nazionale ― Israele | Cronologia completa delle presenze e delle reti in nazionale ― Israele | Cronologia completa delle presenze e delle reti in nazionale ― Israele | Cronologia completa delle presenze e delle reti in nazionale ― Israele | Cronologia completa delle presenze e delle reti in nazionale ― Israele | Cronologia completa delle presenze e delle reti in nazionale ― Israele | Cronologia completa delle presenze e delle reti in nazionale ― Israele | Cronologia completa delle presenze e delle reti in nazionale ― Israele |
| Data                                                                   | Città                                                                  | In casa                                                                | Risultato                                                              | Ospiti                                                                 | Competizione                                                           | Reti                                                                   | Note                                                                   |
| ---------------------------------------------------------------------- | ---------------------------------------------------------------------- | ---------------------------------------------------------------------- | ---------------------------------------------------------------------- | ---------------------------------------------------------------------- | ---------------------------------------------------------------------- | ---------------------------------------------------------------------- | ---------------------------------------------------------------------- |
| 18-11-1998                                                             | Setúbal                                                                | Portogallo                                                             | 2 – 0                                                                  | Israele                                                                | Amichevole                                                             | -                                                                      | 78’                                                                    |
| 23-12-1998                                                             | Tel Aviv                                                               | Israele                                                                | 2 – 0                                                                  | Jugoslavia                                                             | Amichevole                                                             | -                                                                      | 83’                                                                    |
| 5-9-1999                                                               | Limassol                                                               | Cipro                                                                  | 3 – 2                                                                  | Israele                                                                | Qual. Euro 2000                                                        | 1                                                                      | 55’                                                                    |
| 8-9-1999                                                               | Ramat Gan                                                              | Israele                                                                | 8 – 0                                                                  | San Marino                                                             | Qual. Euro 2000                                                        | 3                                                                      |                                                                        |
| 10-10-1999                                                             | Albacete                                                               | Spagna                                                                 | 3 – 0                                                                  | Israele                                                                | Qual. Euro 2000                                                        | -                                                                      | 68’                                                                    |
| 13-11-1999                                                             | Haifa                                                                  | Israele                                                                | 0 – 5                                                                  | Danimarca                                                              | Qual. Euro 2000                                                        | -                                                                      | 37’                                                                    |
| 17-11-1999                                                             | Copenaghen                                                             | Danimarca                                                              | 3 – 0                                                                  | Israele                                                                | Qual. Euro 2000                                                        | -                                                                      | 73’                                                                    |
| 16-8-2000                                                              | Mosca                                                                  | Russia                                                                 | 1 – 0                                                                  | Israele                                                                | Amichevole                                                             | -                                                                      | 66’                                                                    |
| 2-9-2000                                                               | Ramat Gan                                                              | Israele                                                                | 2 – 0                                                                  | Liechtenstein                                                          | Qual. Mondiali 2002                                                    | -                                                                      | 67’                                                                    |
| 7-10-2000                                                              | Madrid                                                                 | Spagna                                                                 | 2 – 0                                                                  | Israele                                                                | Qual. Mondiali 2002                                                    | -                                                                      | 64’                                                                    |
| 11-10-2000                                                             | Tel Aviv                                                               | Israele                                                                | 3 – 1                                                                  | Bosnia ed Erzegovina                                                   | Qual. Mondiali 2002                                                    | -                                                                      | 61’                                                                    |
| 15-11-2000                                                             | Braga                                                                  | Portogallo                                                             | 2 – 1                                                                  | Israele                                                                | Amichevole                                                             | 1                                                                      |                                                                        |
| 17-1-2001                                                              | Beit She'an                                                            | Israele                                                                | 2 – 0                                                                  | Uzbekistan                                                             | Amichevole                                                             | -                                                                      | 82’                                                                    |
| 14-2-2001                                                              | Herzliya                                                               | Israele                                                                | 1 – 0                                                                  | Moldavia                                                               | Amichevole                                                             | -                                                                      | 46’                                                                    |
| 28-3-2001                                                              | Vienna                                                                 | Austria                                                                | 2 – 1                                                                  | Spagna                                                                 | Qual. Mondiali 2002                                                    | -                                                                      |                                                                        |
| 24-4-2001                                                              | Tbilisi                                                                | Georgia                                                                | 3 – 2                                                                  | Israele                                                                | Amichevole                                                             | -                                                                      |                                                                        |
| 2-6-2001                                                               | Vaduz                                                                  | Liechtenstein                                                          | 0 – 3                                                                  | Israele                                                                | Qual. Mondiali 2002                                                    | -                                                                      | 65’                                                                    |
| 6-6-2001                                                               | Ramat Gan                                                              | Israele                                                                | 1 – 1                                                                  | Spagna                                                                 | Qual. Mondiali 2002                                                    | -                                                                      | 87’                                                                    |
| 15-8-2001                                                              | Kaunas                                                                 | Lituania                                                               | 2 – 3                                                                  | Israele                                                                | Amichevole                                                             | -                                                                      | 27’ 68’                                                                |
| 13-2-2002                                                              | Kaiserslautern                                                         | Germania                                                               | 7 – 1                                                                  | Israele                                                                | Amichevole                                                             | -                                                                      |                                                                        |
| 17-4-2002                                                              | Copenaghen                                                             | Danimarca                                                              | 3 – 1                                                                  | Israele                                                                | Amichevole                                                             | -                                                                      | 46’                                                                    |
| 5-9-2002                                                               | Lussemburgo                                                            | Lussemburgo                                                            | 0 – 5                                                                  | Israele                                                                | Amichevole                                                             | 1                                                                      | 76’                                                                    |
| 12-10-2002                                                             | Ta' Qali                                                               | Malta                                                                  | 0 – 2                                                                  | Israele                                                                | Qual. Euro 2004                                                        | -                                                                      | 72’                                                                    |
| 20-11-2002                                                             | Skopje                                                                 | Macedonia                                                              | 2 – 3                                                                  | Israele                                                                | Amichevole                                                             | -                                                                      | 81’                                                                    |
| 12-2-2003                                                              | Ramat Gan                                                              | Israele                                                                | 2 – 0                                                                  | Armenia                                                                | Amichevole                                                             | -                                                                      | 74’                                                                    |
| 29-3-2003                                                              | Limassol                                                               | Cipro                                                                  | 1 – 1                                                                  | Israele                                                                | Qual. Euro 2004                                                        | -                                                                      | 73’                                                                    |
| 2-4-2003                                                               | Palermo                                                                | Israele                                                                | 1 – 2                                                                  | Francia                                                                | Qual. Euro 2004                                                        | -                                                                      | 74’                                                                    |
| 30-4-2003                                                              | Palermo                                                                | Israele                                                                | 2 – 0                                                                  | Cipro                                                                  | Qual. Euro 2004                                                        | -                                                                      | 52’                                                                    |
| 7-6-2003                                                               | Antalya                                                                | Israele                                                                | 0 – 0                                                                  | Slovenia                                                               | Qual. Euro 2004                                                        | -                                                                      |                                                                        |
| 20-8-2003                                                              | Mosca                                                                  | Russia                                                                 | 1 – 2                                                                  | Israele                                                                | Amichevole                                                             | -                                                                      | 70’                                                                    |
| 6-9-2003                                                               | Lubiana                                                                | Slovenia                                                               | 3 – 1                                                                  | Israele                                                                | Qual. Euro 2004                                                        | -                                                                      | 82’                                                                    |
| 10-9-2003                                                              | Antalya                                                                | Israele                                                                | 2 – 2                                                                  | Malta                                                                  | Qual. Euro 2004                                                        | -                                                                      | 60’                                                                    |
| 11-10-2003                                                             | Saint-Denis                                                            | Francia                                                                | 3 – 0                                                                  | Israele                                                                | Qual. Euro 2004                                                        | -                                                                      |                                                                        |
| 18-2-2004                                                              | Ramat Gan                                                              | Israele                                                                | 6 – 0                                                                  | Azerbaigian                                                            | Amichevole                                                             | -                                                                      |                                                                        |
| 28-4-2004                                                              | Ramat Gan                                                              | Israele                                                                | 1 – 1                                                                  | Moldavia                                                               | Amichevole                                                             | -                                                                      | 74’                                                                    |
| 27-5-2004                                                              | Tbilisi                                                                | Georgia                                                                | 0 – 1                                                                  | Israele                                                                | Amichevole                                                             | -                                                                      |                                                                        |
| 18-8-2004                                                              | Varaždin                                                               | Croazia                                                                | 1 – 0                                                                  | Israele                                                                | Amichevole                                                             | -                                                                      | 81’                                                                    |
| 4-9-2004                                                               | Saint-Denis                                                            | Francia                                                                | 0 – 0                                                                  | Israele                                                                | Qual. Mondiali 2006                                                    | -                                                                      | 80’                                                                    |
| 8-9-2004                                                               | Ramat Gan                                                              | Israele                                                                | 2 – 1                                                                  | Cipro                                                                  | Qual. Mondiali 2006                                                    | 1                                                                      |                                                                        |
| 9-10-2004                                                              | Ramat Gan                                                              | Israele                                                                | 2 – 2                                                                  | Svizzera                                                               | Qual. Mondiali 2006                                                    | 2                                                                      |                                                                        |
| 17-11-2004                                                             | Strovolos                                                              | Cipro                                                                  | 1 – 2                                                                  | Israele                                                                | Qual. Mondiali 2006                                                    | -                                                                      |                                                                        |
| 9-2-2005                                                               | Gerusalemme                                                            | Israele                                                                | 3 – 3                                                                  | Croazia                                                                | Amichevole                                                             | 1                                                                      |                                                                        |
| 26-3-2005                                                              | Ramat Gan                                                              | Israele                                                                | 1 – 1                                                                  | Irlanda                                                                | Qual. Mondiali 2006                                                    | -                                                                      |                                                                        |
| 30-3-2005                                                              | Ramat Gan                                                              | Israele                                                                | 1 – 1                                                                  | Francia                                                                | Qual. Mondiali 2006                                                    | -                                                                      |                                                                        |
| 4-6-2005                                                               | Dublino                                                                | Irlanda                                                                | 2 – 2                                                                  | Israele                                                                | Qual. Mondiali 2006                                                    | -                                                                      | 90+1’                                                                  |
| 3-9-2005                                                               | Basilea                                                                | Svizzera                                                               | 1 – 0                                                                  | Israele                                                                | Qual. Mondiali 2006                                                    | -                                                                      | 90+4’                                                                  |
| 7-9-2005                                                               | Tórshavn                                                               | Fær Øer                                                                | 0 – 2                                                                  | Fær Øer                                                                | Qual. Euro 2008                                                        | -                                                                      |                                                                        |
| 8-10-2005                                                              | Ramat Gan                                                              | Israele                                                                | 2 – 1                                                                  | Fær Øer                                                                | Qual. Euro 2008                                                        | 1                                                                      |                                                                        |
| 1-3-2006                                                               | Ramat Gan                                                              | Israele                                                                | 0 – 2                                                                  | Danimarca                                                              | Amichevole                                                             | -                                                                      | 85’                                                                    |
| 15-8-2006                                                              | Celje                                                                  | Slovenia                                                               | 1 – 1                                                                  | Israele                                                                | Amichevole                                                             | 1                                                                      | 67’                                                                    |
| 2-9-2006                                                               | Tallinn                                                                | Estonia                                                                | 0 – 1                                                                  | Israele                                                                | Qual. Euro 2008                                                        | -                                                                      | Cap.                                                                   |
| 6-9-2006                                                               | Nimega                                                                 | Israele                                                                | 4 – 1                                                                  | Andorra                                                                | Qual. Euro 2008                                                        | 1                                                                      | Cap. 31’ 69’                                                           |
| 7-10-2006                                                              | Mosca                                                                  | Russia                                                                 | 1 – 1                                                                  | Israele                                                                | Qual. Euro 2008                                                        | -                                                                      | Cap. 75’                                                               |
| 15-11-2006                                                             | Ramat Gan                                                              | Israele                                                                | 3 – 4                                                                  | Croazia                                                                | Qual. Euro 2008                                                        | 1                                                                      | Cap.                                                                   |
| 7-2-2007                                                               | Ramat Gan                                                              | Israele                                                                | 1 – 1                                                                  | Ucraina                                                                | Amichevole                                                             | -                                                                      | Cap.                                                                   |
| 24-3-2007                                                              | Ramat Gan                                                              | Israele                                                                | 0 – 0                                                                  | Inghilterra                                                            | Qual. Euro 2008                                                        | -                                                                      | Cap.                                                                   |
| 28-3-2007                                                              | Tel Aviv                                                               | Israele                                                                | 4 – 0                                                                  | Estonia                                                                | Qual. Euro 2008                                                        | -                                                                      | Cap. 76’                                                               |
| 6-6-2007                                                               | Andorra la Vella                                                       | Andorra                                                                | 0 – 2                                                                  | Israele                                                                | Qual. Euro 2008                                                        | -                                                                      | Cap.                                                                   |
| 22-8-2007                                                              | Minsk                                                                  | Bielorussia                                                            | 2 – 1                                                                  | Israele                                                                | Amichevole                                                             | -                                                                      | Cap. 26’                                                               |
| 8-9-2007                                                               | Londra                                                                 | Inghilterra                                                            | 3 – 0                                                                  | Israele                                                                | Qual. Euro 2008                                                        | -                                                                      | Cap.                                                                   |
| 13-10-2007                                                             | Zagabria                                                               | Croazia                                                                | 1 – 0                                                                  | Israele                                                                | Qual. Euro 2008                                                        | -                                                                      | Cap.                                                                   |
| 6-2-2008                                                               | Ramat Gan                                                              | Israele                                                                | 1 – 0                                                                  | Romania                                                                | Amichevole                                                             | -                                                                      | Cap.                                                                   |
| 26-3-2008                                                              | Ramat Gan                                                              | Israele                                                                | 1 – 0                                                                  | Cile                                                                   | Amichevole                                                             | 1                                                                      | Cap. 79’                                                               |
| 20-8-2008                                                              | Tampere                                                                | Finlandia                                                              | 2 – 0                                                                  | Israele                                                                | Amichevole                                                             | -                                                                      | Cap. 69’                                                               |
| 6-9-2008                                                               | Ramat Gan                                                              | Israele                                                                | 2 – 2                                                                  | Svizzera                                                               | Qual. Mondiali 2010                                                    | 1                                                                      | Cap.                                                                   |
| 10-9-2008                                                              | Chișinău                                                               | Moldavia                                                               | 1 – 2                                                                  | Israele                                                                | Qual. Mondiali 2010                                                    | -                                                                      | Cap.                                                                   |
| 11-10-2008                                                             | Lussemburgo                                                            | Lussemburgo                                                            | 1 – 3                                                                  | Israele                                                                | Qual. Mondiali 2010                                                    | 1                                                                      | Cap. 88’                                                               |
| 15-10-2008                                                             | Riga                                                                   | Lettonia                                                               | 1 – 1                                                                  | Israele                                                                | Qual. Mondiali 2010                                                    | 1                                                                      | Cap.                                                                   |
| 19-11-2008                                                             | Ramat Gan                                                              | Israele                                                                | 2 – 2                                                                  | Costa d'Avorio                                                         | Amichevole                                                             | -                                                                      | Cap.                                                                   |
| 11-2-2009                                                              | Ramat Gan                                                              | Israele                                                                | 1 – 0                                                                  | Ungheria                                                               | Amichevole                                                             | 1                                                                      | Cap. 90’                                                               |
| 28-3-2009                                                              | Ramat Gan                                                              | Israele                                                                | 1 – 1                                                                  | Grecia                                                                 | Qual. Mondiali 2010                                                    | -                                                                      | Cap. 77’                                                               |
| 1-4-2009                                                               | Heraklio                                                               | Grecia                                                                 | 2 – 1                                                                  | Israele                                                                | Qual. Mondiali 2010                                                    | -                                                                      | 46’                                                                    |
| 12-8-2009                                                              | Belfast                                                                | Irlanda del Nord                                                       | 1 – 1                                                                  | Israele                                                                | Amichevole                                                             | -                                                                      | Cap. 54’                                                               |
| 5-9-2009                                                               | Ramat Gan                                                              | Israele                                                                | 0 – 1                                                                  | Lettonia                                                               | Qual. Mondiali 2010                                                    | -                                                                      | Cap. 67’                                                               |
| 9-9-2009                                                               | Ramat Gan                                                              | Israele                                                                | 7 – 0                                                                  | Lussemburgo                                                            | Qual. Mondiali 2010                                                    | -                                                                      | Cap.                                                                   |
| 10-10-2009                                                             | Ramat Gan                                                              | Israele                                                                | 3 – 1                                                                  | Moldavia                                                               | Qual. Mondiali 2010                                                    | -                                                                      | Cap.                                                                   |
| 14-10-2009                                                             | Basilea                                                                | Svizzera                                                               | 0 – 0                                                                  | Israele                                                                | Qual. Mondiali 2010                                                    | -                                                                      | Cap.                                                                   |
| 3-3-2010                                                               | Timişoara                                                              | Romania                                                                | 0 – 2                                                                  | Israele                                                                | Amichevole                                                             | 1                                                                      | Cap. 60’ 80’                                                           |
| 2-9-2010                                                               | Ramat Gan                                                              | Israele                                                                | 3 – 1                                                                  | Malta                                                                  | Qual. Euro 2012                                                        | 3                                                                      | Cap. 40’                                                               |
| 7-9-2010                                                               | Tbilisi                                                                | Georgia                                                                | 0 – 0                                                                  | Israele                                                                | Qual. Euro 2012                                                        | -                                                                      | Cap.                                                                   |
| 29-3-2011                                                              | Tel Aviv                                                               | Israele                                                                | 1 – 0                                                                  | Georgia                                                                | Qual. Euro 2012                                                        | -                                                                      | 72’                                                                    |
| 4-6-2011                                                               | Riga                                                                   | Lettonia                                                               | 1 – 2                                                                  | Israele                                                                | Qual. Euro 2012                                                        | 1                                                                      | Cap.                                                                   |
| 10-8-2011                                                              | Ginevra                                                                | Costa d'Avorio                                                         | 4 – 3                                                                  | Israele                                                                | Amichevole                                                             | -                                                                      | Cap. 61’                                                               |
| 2-9-2011                                                               | Tel Aviv                                                               | Israele                                                                | 0 – 1                                                                  | Grecia                                                                 | Qual. Euro 2012                                                        | -                                                                      | Cap.                                                                   |
| 6-9-2011                                                               | Zagabria                                                               | Croazia                                                                | 3 – 1                                                                  | Israele                                                                | Qual. Euro 2012                                                        | -                                                                      | Cap.                                                                   |
| 29-2-2012                                                              | Petah Tiqwa                                                            | Israele                                                                | 2 – 3                                                                  | Ucraina                                                                | Amichevole                                                             | -                                                                      | Cap. 46’                                                               |
| 26-5-2012                                                              | Graz                                                                   | Rep. Ceca                                                              | 2 – 1                                                                  | Israele                                                                | Amichevole                                                             | -                                                                      | Cap. 74’                                                               |
| 31-5-2012                                                              | Lipsia                                                                 | Germania                                                               | 2 – 0                                                                  | Israele                                                                | Amichevole                                                             | -                                                                      | Cap. 46’                                                               |
| 7-9-2012                                                               | Baku                                                                   | Azerbaigian                                                            | 1 – 1                                                                  | Israele                                                                | Qual. Mondiali 2014                                                    | -                                                                      | 73’                                                                    |
| 11-9-2012                                                              | Ramat Gan                                                              | Israele                                                                | 0 – 4                                                                  | Russia                                                                 | Qual. Mondiali 2014                                                    | -                                                                      | Cap. 74’                                                               |
| 22-3-2013                                                              | Tel Aviv                                                               | Israele                                                                | 3 – 3                                                                  | Portogallo                                                             | Qual. Mondiali 2014                                                    | -                                                                      | 81’                                                                    |
| 26-3-2013                                                              | Belfast                                                                | Irlanda del Nord                                                       | 0 – 2                                                                  | Israele                                                                | Qual. Mondiali 2014                                                    | -                                                                      | 86’                                                                    |
| 2-6-2013                                                               | New York                                                               | Israele                                                                | 2 – 0                                                                  | Honduras                                                               | Amichevole                                                             | -                                                                      | Cap. 46’                                                               |
| 14-8-2013                                                              | Kiev                                                                   | Ucraina                                                                | 2 – 0                                                                  | Israele                                                                | Amichevole                                                             | -                                                                      | 73’                                                                    |
| 28-5-2014                                                              | Città del Messico                                                      | Messico                                                                | 3 – 0                                                                  | Israele                                                                | Amichevole                                                             | -                                                                      | 64’                                                                    |
| 1-6-2014                                                               | Houston                                                                | Honduras                                                               | 2 – 4                                                                  | Israele                                                                | Amichevole                                                             | -                                                                      | 78’                                                                    |
| 23-3-2016                                                              | Osijek                                                                 | Croazia                                                                | 2 – 0                                                                  | Israele                                                                | Amichevole                                                             | -                                                                      | 76’                                                                    |
| 6-6-2017                                                               | Netanya                                                                | Israele                                                                | 1 – 1                                                                  | Moldavia                                                               | Amichevole                                                             | -                                                                      | 61’                                                                    |
| 11-6-2017                                                              | Haifa                                                                  | Israele                                                                | 0 – 3                                                                  | Albania                                                                | Qual. Mondiali 2018                                                    | -                                                                      | 67’                                                                    |
| 5-9-2017                                                               | Reggio Emilia                                                          | Italia                                                                 | 1 – 0                                                                  | Israele                                                                | Qual. Mondiali 2018                                                    | -                                                                      | 69’                                                                    |
| 6-10-2017                                                              | Vaduz                                                                  | Liechtenstein                                                          | 0 – 1                                                                  | Israele                                                                | Qual. Mondiali 2018                                                    | -                                                                      | 78’                                                                    |
| 9-10-2017                                                              | Gerusalemme                                                            | Israele                                                                | 0 – 1                                                                  | Spagna                                                                 | Qual. Mondiali 2018                                                    | -                                                                      | 75’                                                                    |
| Totale                                                                 |                                                                        | Presenze (1º posto)                                                    | 102                                                                    |                                                                        | Reti (2º posto)                                                        | 24                                                                     |                                                                        |

## Palmarès

### Club
Competizioni nazionali
- Campionato israeliano: 2

Maccabi Haifa: 2000-2001, 2001-2002
- Coppa d'Israele: 1

Maccabi Haifa: 2015-2016

#### Competizioni internazionali
- UEFA Europa League: 1

Chelsea: 2012-2013